# Acqua Lete
Acqua Lete je prirodna pjenušava voda, koju proizvodi tvrtka SGAM (General Water Company Minerals, koja isto tako proizvodi vodu drugih kupaca Prate, Frizzarelle) od 1893, koja teče s izvora Monti Matese, koji graniči s Kampanijom i Moliseom.

## Sponzor
Od 15. rujna 2005., Lete je sponzor talijanskog nogometnog kluba SSC Napolija.